# Stegersbach
Stegersbach è un comune austriaco di 2 616 abitanti nel distretto di Güssing, in Burgenland; ha lo status di comune mercato (Marktgemeinde).